# San Antonio Spurs 1977-1978
La stagione 1977-78 dei San Antonio Spurs fu la 2ª nella NBA per la franchigia.
I San Antonio Spurs vinsero la Central Division della Eastern Conference con un record di 52-30. Nei play-off persero la semifinale di conference per 4-2 con i Washington Bullets.

## Classifica
| Squadra              | V  | P  | %    | GB |
| -------------------- | -- | -- | ---- | -- |
| San Antonio Spurs    | 52 | 30 | 63,4 | -  |
| Washington Bullets C | 44 | 38 | 53,7 | 8  |
| Cleveland Cavaliers  | 43 | 39 | 52,4 | 9  |
| Atlanta Hawks        | 41 | 41 | 50,0 | 11 |
| New Orleans Jazz     | 39 | 43 | 47,6 | 13 |
| Houston Rockets      | 28 | 54 | 34,1 | 24 |

## Roster
| N° | Naz.                   | Ruolo | Sportivo       | Anno | Alt. | Peso |
| -- | ---------------------- | ----- | -------------- | ---- | ---- | ---- |
| 1  | Stati Uniti (bandiera) | G     | Mo Layton      | 1948 | 185  | 82   |
| 5  | Stati Uniti (bandiera) | AC    | Billy Paultz   | 1948 | 211  | 107  |
| 10 | Stati Uniti (bandiera) | G     | Louie Dampier  | 1944 | 183  | 75   |
| 12 | Stati Uniti (bandiera) | G     | Mike Gale      | 1950 | 193  | 84   |
| 13 | Stati Uniti (bandiera) | G     | James Silas    | 1949 | 183  | 82   |
| 20 | Stati Uniti (bandiera) | G     | Scott Sims     | 1955 | 185  | 75   |
| 22 | Stati Uniti (bandiera) | G     | George Karl    | 1951 | 188  | 84   |
| 23 | Stati Uniti (bandiera) | AC    | Mike Green     | 1951 | 208  | 91   |
| 24 | Stati Uniti (bandiera) | C     | Jim Eakins     | 1946 | 211  | 98   |
| 25 | Stati Uniti (bandiera) | AC    | Coby Dietrick  | 1948 | 208  | 100  |
| 30 | Stati Uniti (bandiera) | GA    | Allan Bristow  | 1951 | 201  | 95   |
| 35 | Stati Uniti (bandiera) | A     | Larry Kenon    | 1952 | 206  | 93   |
| 44 | Stati Uniti (bandiera) | GA    | George Gervin  | 1952 | 201  | 82   |
| 53 | Stati Uniti (bandiera) | A     | Mark Olberding | 1956 | 203  | 102  |

## Staff tecnico
- Allenatore: Doug Moe
- Vice-allenatore: Bob Bass